# Phasmatodea
I fasmidi (Phasmatodea Jacobson & Bianchi, 1902), dal greco antico φάσμα?, phásma, "fantasma", sono un ordine di insetti Pterigoti, terrestri, di medie e grandi dimensioni, di forma allungata, allargata o depressa. Appartengono alla sottoclasse Euentomata, comprendente specie terrestri con abitudini notturne, di medie o grandi dimensioni, alati o meno. Vivono in ambienti umidi.

## Descrizione
Hanno capo fornito di occhi e spesso di ocelli (nelle forme alate), antenne moniliformi, filiformi, di varia lunghezza.
Hanno un apparato boccale masticatore con robuste mandibole. Le zampe sono gracili e indifferenziate, protorace più breve del meso e del metatorace. Nel protorace, presso l'inserzione delle zampe, sono presenti sbocchi ghiandolari che possono lanciare a distanza un secreto repellente. 
Sono eterometaboli (piccoli simili agli adulti) ed ovipari e le loro uova, di dimensioni notevoli, talvolta con forme assai strane paragonabili a semi di piante, vengono abbandonate sul terreno o deposte tra le screpolature delle cortecce oppure vengono proiettate a distanza.
Spiccato dimorfismo sessuale. La riproduzione può essere anfigonica o partenogenetica, e non sono rari i casi in cui le due modalità avvengono contemporaneamente. 
Comunemente detti insetti stecco, si mimetizzano facilmente con l'ambiente per il loro colore (omocromia) e per la loro forma (omomorfismo), imitando steli, rametti, fuscelli, foglie, ecc., e sono in grado a volte di cambiare colore sia lentamente sia improvvisamente. Generalmente si nutrono di vegetali che divorano voracemente.
La preparazione delle fasmidi per conservazione in scatole entomologiche richiede, per gli esemplari di grandi dimensioni, l'eviscerazione. In questo modo, dopo l'essicazione la fasmide manterrà quasi inalterata la sua colorazione originaria.

## Tassonomia

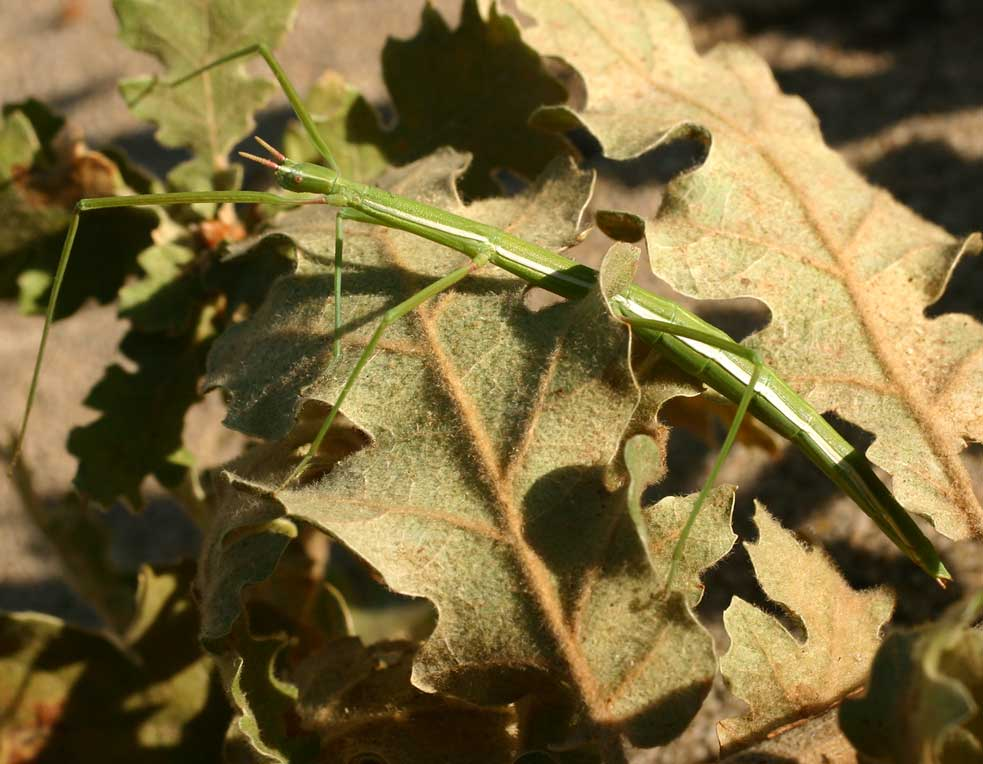
Clonopsis gallica

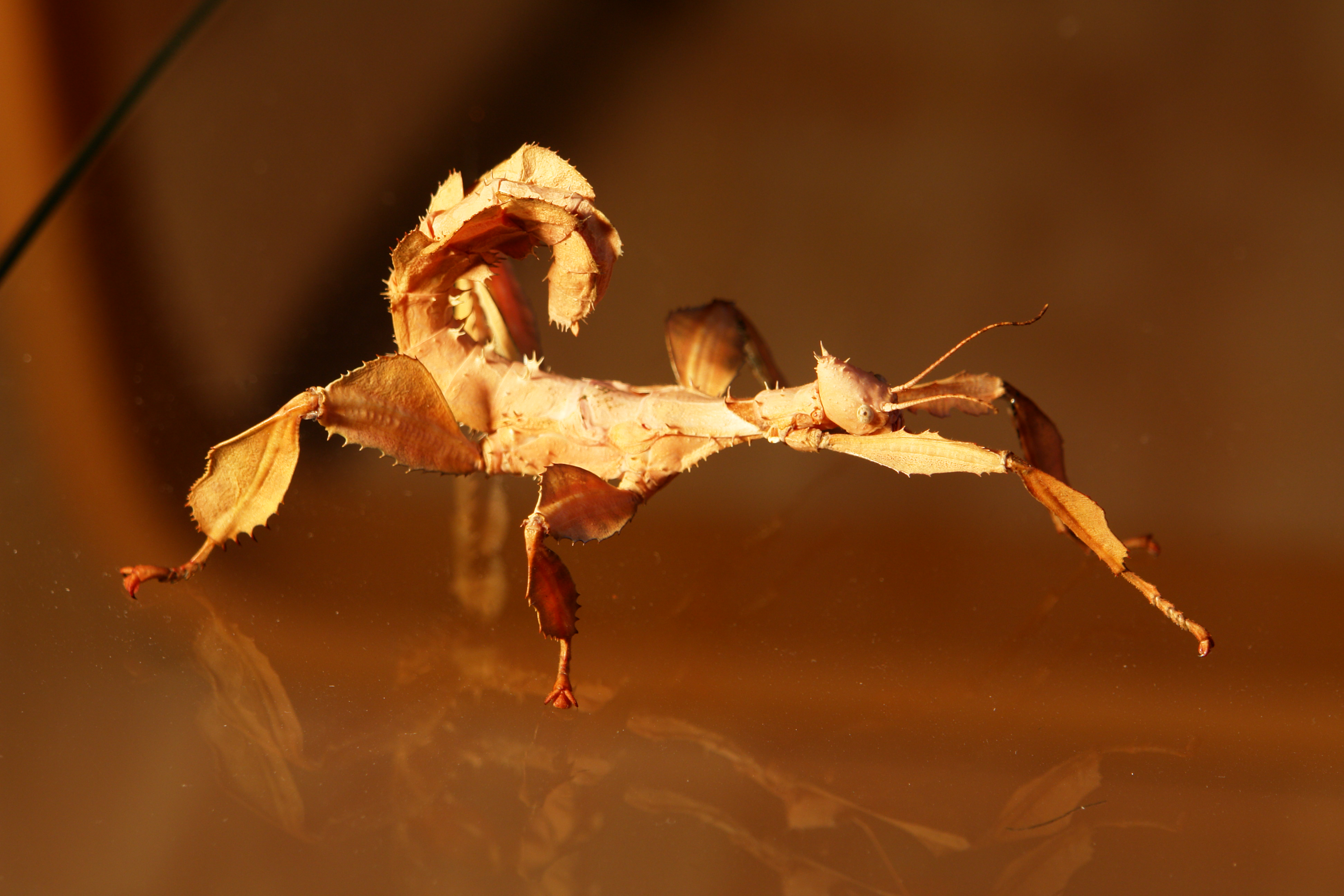
Extatosoma tiaratum

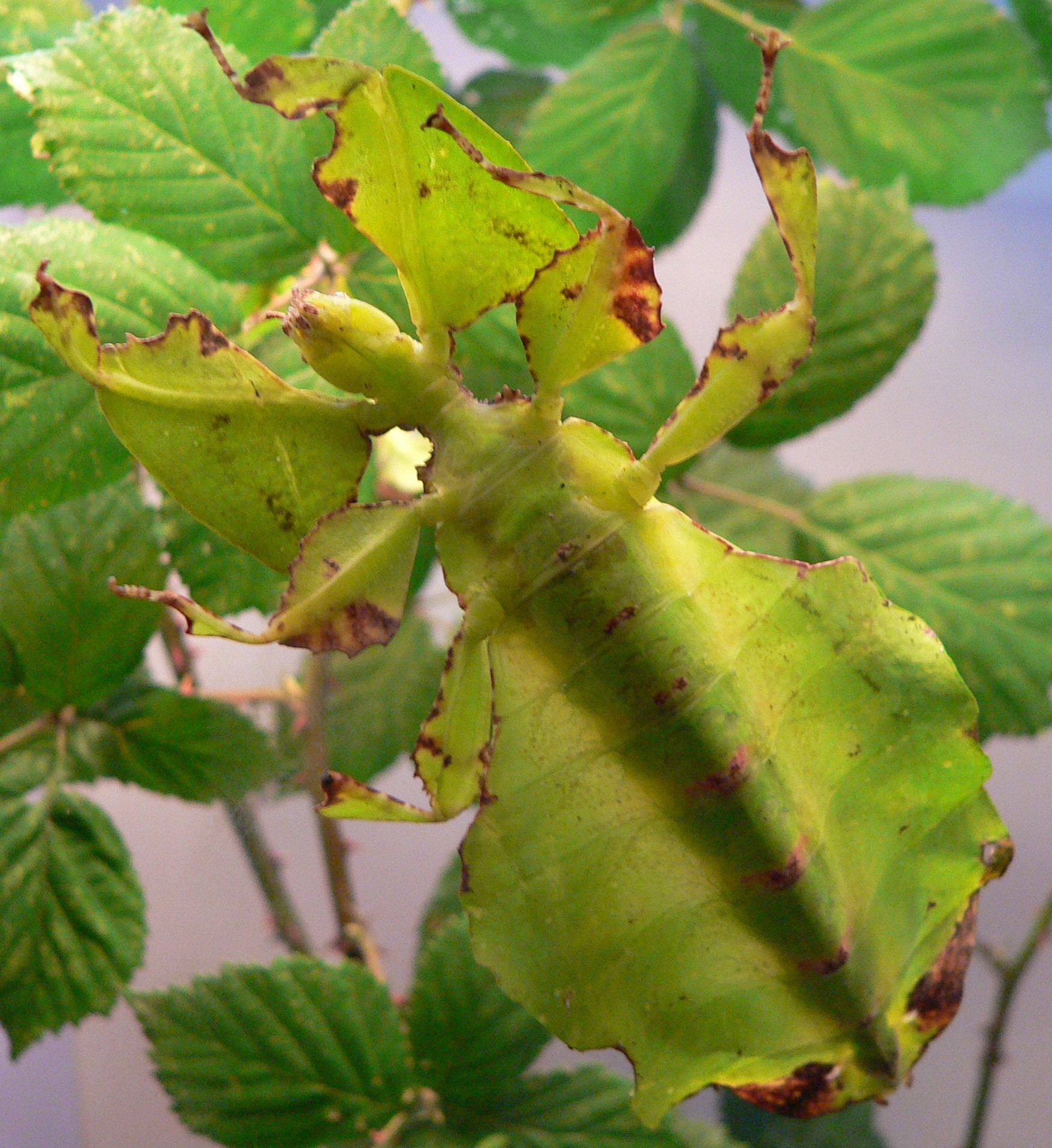
Phyllium bioculatum

L'ordine è suddiviso in tre sottordini
- Sottordine Agathemerodea
  - Famiglia Agathemeridae Bradler, 2003

- Sottordine Timematodea
  - Famiglia Timematidae Caudell, 1903

- Sottordine Verophasmatodea
  - Infraordine Anareolatae
    - Famiglia Lonchodidae Brunner, 1893
    - Famiglia Diapheromeridae Karny, 1923
    - Famiglia Phasmatidae Karny, 1923

  - Infraordine Areolatae
    - Superfamiglia Aschiphasmatoidea Brunner von Wattenwyl, 1893
      - Famiglia Aschiphasmatidae Brunner, 1893
      - Famiglia Damasippoididae Zompro, 2004
      - Famiglia Prisopodidae Brunner von Wattenwyl, 1893

    - Superfamiglia Bacilloidea Brunner von Wattenwyl, 1893
      - Famiglia Anisacanthidae Günther, 1953
      - Famiglia Bacillidae Redtenbacher, 1906
      - Famiglia Heteropterygidae Rehn, 1904

    - Superfamiglia Phyllioidea Brunner von Wattenwyl, 1893
      - Famiglia Phylliidae Redtenbacher, 1906

    - Superfamiglia Pseudophasmatoidea Rehn, 1904
      - Famiglia Heteronemiidae Rehn, 1904
      - Famiglia Pseudophasmatidae Kirby, 1896

### Alcune specie
- Eurycantha calcarata Lucas, 1869
- Achrioptera fallax Coquerel, 1861
- Bacillus rossius Rossi, 1788
- Diapherodes gigantea Gmelin, 1789
- Extatosoma tiaratum  Macleay, 1826